# Црнољева
Црнољева (Caraleva) је планина у средњем делу Косова и Метохије, дугачка 14 km. Према северозападу наставља се на венац Дренице, а према југоистоку оштро је ограничена долином Топила. 
Највиши врхови су Градина 1.055 m и Топила 1.177 m, налазе се на крајњим тачкама коритастог била. Најнижи део (859 m) познат је као Ћафа Дуље (Дуљски превој преко којег води најкраћи пут од Призрена за Урошевац и Приштину.
Изграђена је од дијабаз-рожних стена и горњокредних флишних слојева који су набрани и по свом тектонском положају и правцу пружања припадају Вардарској зони. У рељефу преовлађују денудациони и крашки облици, али је ратвијена и долинска морфологија — Црнољева је шумовита са многим пропланцима, па се становништво претежно бнави сточарство, Насеља су ретка и развијеног типа.